# Nebria schawalleri
Nebria (Epinebriola) schawalleri – gatunek chrząszcza z rodziny biegaczowatych i podrodziny Nebriinae.
Gatunek ten został opisany w 1998 roku przez Wiktora G. Szilenkowa na podstawie pojedynczej samicy odłowionej w 1988 roku. Pierwszego opisu samca dokonali w 2007 roku Charles Huber i Joachim Schmidt.
Chrząszcz smolistoczarny z rudobrązowymi odnóżami i czułkami. Holotypowa samica o ciele długości 12,5 mm. Dość duża i szeroka głowa z 6 szczecinkami na przedniej, wyraźnie wystającej krawędzi wargi górnej i, wskutek V-kształtnego wcięcia, ostro dwuwierzchołkowym zębem środkowym bródki. Palczaste wyrostki na języczku mają po dwie szczecinki wierzchołkowe. Poprzeczny rządek 11 szczecinek zdobi podbródek. Prawie sercowate przedplecze ma krótkie i ostre kąty podstawowe, szeroko zaokrąglone kąty wierzchołkowe oraz dwufalistą tylną krawędź z małymi wcięciami tuż obok kątów podstawowych. Dyskowa część przedplecza z ledwo widocznym, promienistym pomarszczeniem. Dołki przypodstawowe głębokie i wąskie. Prawie jajowate, wydłużone i zwężone przynasadowo, silnie wypukłe pokrywy mają płytkie rzędy ze śladową punktacją oraz 4 do 6 bardzo małych szczecinek na trzecich międzyrzędach. Tylne skrzydła szczątkowe. Samica ma smukły i długi wierzchołkowy gonokoksyt z trzema szczecinkami bocznymi na krawędzi wewnętrznej. Samiec ma szeroką nasadę edeagusa z trójkątnymi płatkami przynasadowymi po obu stronach. Krótki i szeroko zaokrąglony wierzchołek edeagusa jest u niego nieco odgięty w lewo, ale nie dobrzusznie.
Gatunek znany wyłącznie z Nepalu, z kilku lokalizacji położonych na wysokościach 3500–4800 m n.p.m. w dystrykcie Taplejung.